# 그들은 말을 쏘았다
《그들은 말을 쏘았다》(영어: They Shoot Horses, Don't They?)는 미국에서 제작된 시드니 폴랙 감독의 1969년 심리 드라마 영화이다. 제인 폰다, 마이클 새러진, 수재나 요크, 기그 영, 보니 버딜리아, 레드 버튼스 등이 출연하였다,
1970년 제42회 아카데미상에서 작품상, 여우 주연상(제인 폰다), 여우 조연상(수재나 요크)을 비롯해 9개 부문에 후보로 올랐으며, 기그 영이 남우 조연상을 받았다.

## 줄거리
어린 시절 로버트 사이버턴은 다리가 부러진 말을 고통에서 해방시켜주기 위해 총으로 쏴 죽이는 것을 목격한다.
대공황 시절 어른이 된 로버트는 상금 1,500 달러가 걸린 샌타모니카 피어 인근 댄스 마라톤 대회에서 파트너가 기관지염으로 실격한 글로리아의 새 파트너가 된다. 일부 참가자들은 관객으로 와 있는 할리우드 관계자들의 관심을 노리고 있다. 기획자이자 사회자인 로키는 관객 유희를 위해 참가자들을 조롱한다.
로버트와 글로리아는 도중 사이가 틀어져 로버트는 앨리스와, 글로리아는 조엘에 이어 해리와 짝을 이룬다. 하지만 앨리스는 신경 쇠약을 겪고 해리 또한 중간 달리기 경주에서 심정지로 사망하면서 로버트와 글로리아는 다시 짝이 된다.
로키는 로버트와 글로리아에게 경기 선전을 위해 경기 도중 결혼해 경기 후원자들의 선물을 받을 것을 제안하지만 글로리아는 이를 거절한다. 그러자 로키는 상금에서 경기 경비가 제해지기 때문에 우승자가 실질적으로 받을 돈은 전무하다는 걸 알려준다.
글로리아와 로버트는 경기를 기권하고 샌타모니카 피어로 나온다. 삶에 지친 글로리아는 총을 꺼내 자신을 쏴 죽여달라고 로버트에게 부탁한다. 로버트는 부탁을 들어준다.
경찰에 체포된 로버트는 “They shoot horses, don't they?(그럴 때) 사람들은 말을 쏴 죽이잖아요, 안 그래요?”라고 말한다. 1,491 시간이 넘도록 경기는 계속된다.

## 출연진
- 제인 폰다 - 글로리아 비티 역
- 마이클 새러진 - 로버트 사이버턴 역
- 수재나 요크 - 앨리스 러블롱크 역: 영국인 배우.
- 기그 영 - 로키 그라보 역
- 레드 버튼스 - 해리 클라인 역: 선원.
- 보니 버딜리아 - 루비 역: 제임스의 아내.
- 마이클 콘래드 - 롤로 역
- 브루스 던 - 제임스 베이츠 역: 농부.
- 앨 루이스 - 터키 역
- 로버트 필즈 - 조엘 역: 배우.